# Olivia Holt
Olivia Hastings Holt (Germantown, 5 de agosto de 1997) é uma atriz e cantora norte-americana. Ela estrelou a série do Disney XD, Kickin' It, Disney Channel Original Movie Girl vs. Monster, e Disney Channel Original Series I Didn't Do It. De 2018 a 2019, ela interpretou o papel titular Tandy Bowen / Dagger na série Cloak & Dagger, da Freeform. Em 2021, ela interpretou Kate Wallis em Cruel Summer.
Holt teve papéis de voz nos filmes Tinker Bell and the Legend of the NeverBeast (2014) e Gnome Alone (2017), e estrelou os filmes Class Rank (2017), Same Kind of Different as Me (2017) e Status Update (2018). Seu EP de estreia Olivia, foi lançado pela Hollywood Records em 15 de junho de 2016.

## Vida
Holt nasceu em Germantown, Tennessee, filha de Mark e Kim Holt. Ela tem dois irmãos. Aos três anos, sua família mudou-se para Nesbit, Mississippi, onde ela cresceu depois de viver brevemente em Memphis, Tennessee. Crescendo, ela teve aulas de ginástica por sete anos. Em 2011, ela se mudou para Los Angeles com sua família. Ela se formou na Oak Park High School em 2015.

## Carreira

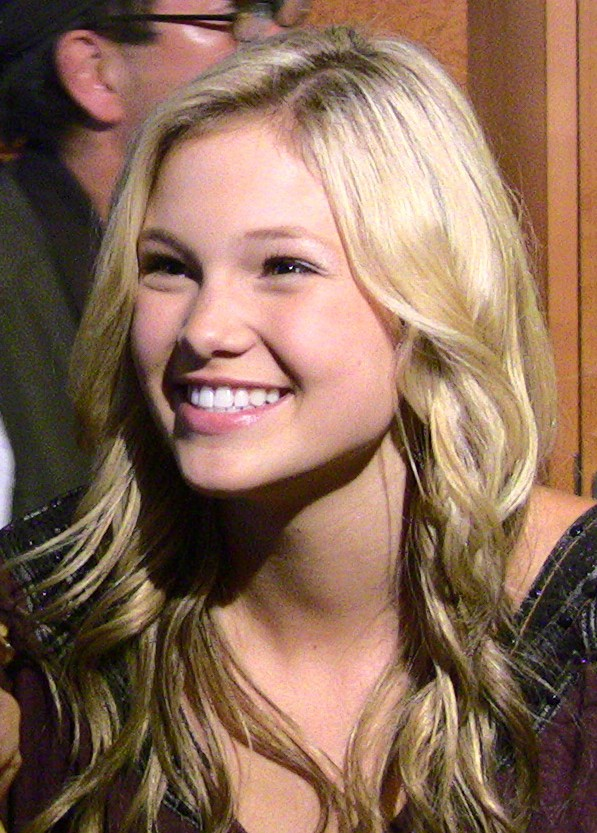
Holt em julho de 2011

### Televisão
Holt começou sua carreira de atriz em produções teatrais locais. Ela começou a aparecer em comerciais de televisão aos 10 anos de idade, para produtos como Hasbro, Kidz Bop 14, Mattel, bonecas Bratz, Littlest Pet Shop e Girl Gourmet.
Possuindo habilidades em ginástica, Holt foi escalada para a comédia de artes marciais do Disney XD, Kickin' It, que estreou em 13 de junho de 2011. Ela desempenhou o papel de Kim na série, como personagem principal nas temporadas 1-3, e como convidada especial em três episódios da 4ª temporada. Ela estrelou o filme original do Disney Channel Girl vs. Monster de 2012, interpretando a personagem principal Skylar Lewis, uma adolescente que descobre que sua família há muito tempo trabalha como caçadora de monstros, e ela é a próxima da fila. Ela deixou Kickin' It com regular após a 3ª temporada para estrelar a série de comédia de meia hora do Disney Channel, I Didn't Do It, que estreou em 17 de janeiro de 2014. A série segue cinco amigos, incluindo a personagem de Hold, Lindy Watson, uma nerd, atlética e pária social. A série terminou em 16 de outubro de 2015, após duas temporadas. Ema janeiro de 2017, Holt foi escalada como Tandy Bowen / Dagger, um dos personagens principais da série de televisão da Freeform e Marvel Comics, Cloak & Dagger. A série estreou em junho de 2018 e durou duas temporadas até maio de 2019, depois disso foi cancelada. Holt, junto com a sua co-estrela de Cloak & Dagger, Aubrey Joseph, voltou a dublar seus respectivos personagens na série animada do Disney XD Spider-Man e reprisou seus papéis por um período de dois episódios na terceira e última temporada de Runaways. Holt interpreta Kate Wallis na série Cruel Summer, um thriller psicológico ambientado entre 1993 e 1995 que estreou no Freeform em 20 de abril de 2021.

### Filme
Em novembro de 2014, Holt se juntou ao elenco do drama Same Kind of Different as Me, dirigido por Michael Carney e também estrelado por Greg Kinnear e Renée Zellweger, que interpretam os pais de seu personagem no filme. O filme foi lançado em outubro de 2017. Em novembro de 2015, foi anunciado que Holt havia sido escalada para um papel principal na comédia indie Class Rank, dirigida por Eric Stoltz. Em maio de 2016, foi anunciado que ela estrelaria ao lado de Ross Lynch em Status Update, dirigido por Scott Speer, com as filmagens começando no mês seguinte em Vancouver, Canadá.

### Música
Holt gravou três músicas para o filme de 2012 Girl vs. Monster, no qual ela também estrelou. As músicas foram apresentadas na compilação Make Your Mark: Ultimate Playlist. Ela ganhou um 2013 Radio Disney Music Awards de Melhor Canção de Crush por "Had Me @ Hello", que foi destaque no filme. Ela também gravou uma versão cover de "Winter Wonderland" para o álbum Disney Channel Holiday Playlist de 2012. Sua música "Carry On" foi a música tema do filme de 2014 da Disneynature Bears.
Em outubro de 2014, Holt assinou um contrato de gravação com a Hollywood Records. Seu single de estreia, "Phoenix", foi lançado em 13 de maio de 2016. O videoclipe foi lançado em 23 de junho de 2016. Olivia, seu EP de estreia, foi lançado em 15 de julho de 2016.
Em 2016, Holt fez sua primeira turnê, a Rise of a Phoenix Tour, com Ryland Lynch, Isac Elliote Forever In Your Mind. Ela e Forever in Your Mind também se apresentaram no TJ Martell Family Foundation Day de 2016 em Los Angeles em 9 de outubro de 2016.
Em abril de 2017, ela foi escolhida como Artista do Mês de Elvis Duran aparecendo no programa Today da NBC com Hoda Kotb e Kathie Lee Gifford apresentando seu hit "History". Seu single "Generous", que foi escrito por Fransisca Hall e MoZella, foi lançado em 22 de setembro de 2017. O videoclipe da música foi dirigido por Chris Applebaum. Em 2018, ela colaborou com Martin Jensen em "16 Steps" e com Nicky Romero em "Distance". No mesmo ano, ela lançou o single "Bad Girlfriend".
Seu single de 2020, "Love U Again", com R3hab, alcançou o número 40 na parada Billboard Hot Dance/Electronic Songs. Foi seguido por "Take Me Out of It" no final daquele ano. Até o início de 2021, ela lançou os singles "Do You Miss Me" e "Love On You". Ela também fez um cover da música "Today" do The Smashing Pumpkins para a série de TV na qual ela estrela, Cruel Summer. Em 11 de junho de 2021, um EP de compilação chamado "In My Feelings" foi lançado, contendo seus singles lançados anteriormente. Em 25 de junho de 2021, ela lançou o single "Next", com escrito com Meghan Trainor.
Holt se separou da Hollywood Records em novembro de 2021.

### Endossos
Em 2013, Holt fez parceria com a fabricante de sistemas de jogos móveis PlayMG como porta-voz e co-proprietária, para ajudar a empresa a desenvolver novas versões de seus jogos baseados em aplicativos. Ela foi anunciada como embaixadora da marca Neutrogena em março de 2016.

## Filmografia

### Filmes
| Ano  | Titulo                                       | Função          | Notas       |
| ---- | -------------------------------------------- | --------------- | ----------- |
| 2009 | Black & Blue                                 | Claire          |             |
| 2014 | Tinker Bell and the Legend of the NeverBeast | Morgan (voz)    | [ 43 ]      |
| 2016 | The Standoff                                 | Amy Roberts     |             |
| 2017 | Class Rank                                   | Veronica Krauss |             |
| 2017 | Same Kind of Different as Me                 | Regan Hall      |             |
| 2018 | Status Update                                | Dani            |             |
| 2018 | Gnome Alone                                  | Brittany (voz)  |             |
| 2019 | Trouble                                      | Bella (voz)     |             |
| 2023 | Totally Killer                               | Pam Miller      |             |
| 2025 | Heart Eyes                                   | Ally            | Em produção |

### Televisão
| Ano        | Titulo                    | Função                           | Notas                                                            |
| ---------- | ------------------------- | -------------------------------- | ---------------------------------------------------------------- |
| 2010       | Disney XD's My Life       | Ela mesma                        | Documentário Disney XD                                           |
| 2011–2015  | Kickin' It                | Kim Crawford                     | Papel principal (temporadas 1–3); papel recorrente (temporada 4) |
| 2012       | Girl vs. Monster          | Skylar Lewis                     | Filme de televisão                                               |
| 2013       | Shake It Up               | jovem Georgia                    | Episódio: "My Bitter Sweet 16 It Up"                             |
| 2014–2015  | I Didn't Do It            | Lindy Watson                     | Papel principal                                                  |
| 2015       | Ultimate Spider-Man       | Petra Parker / Spider-Girl (voz) | Episódio: "The Spider-Verse"                                     |
| 2015       | Dog with a Blog           | Wacky Jackie                     | Episódio: "Stan Gets Married"                                    |
| 2015, 2017 | Penn Zero: Part-Time Hero | Amber (voz)                      | 3 episódios                                                      |
| 2016       | Evermoor                  | Valentina                        | Episódios: "Valentina", "Nevermoor"                              |
| 2018–2019  | Cloak & Dagger            | Tandy Bowen / Dagger             | Papel principal                                                  |
| 2019–2020  | Spider-Man                | Tandy Bowen / Dagger (voz)       | 4 episódios                                                      |
| 2019       | Turkey Drop               | Lucy                             | Filme de televisão                                               |
| 2019       | Runaways                  | Tandy Bowen / Dagger             | Episódios: "Left-Hand Path", "Devil's Torture Chamber"           |
| 2021       | Cruel Summer              | Kate Wallis                      | Papel principal                                                  |

## Discografia

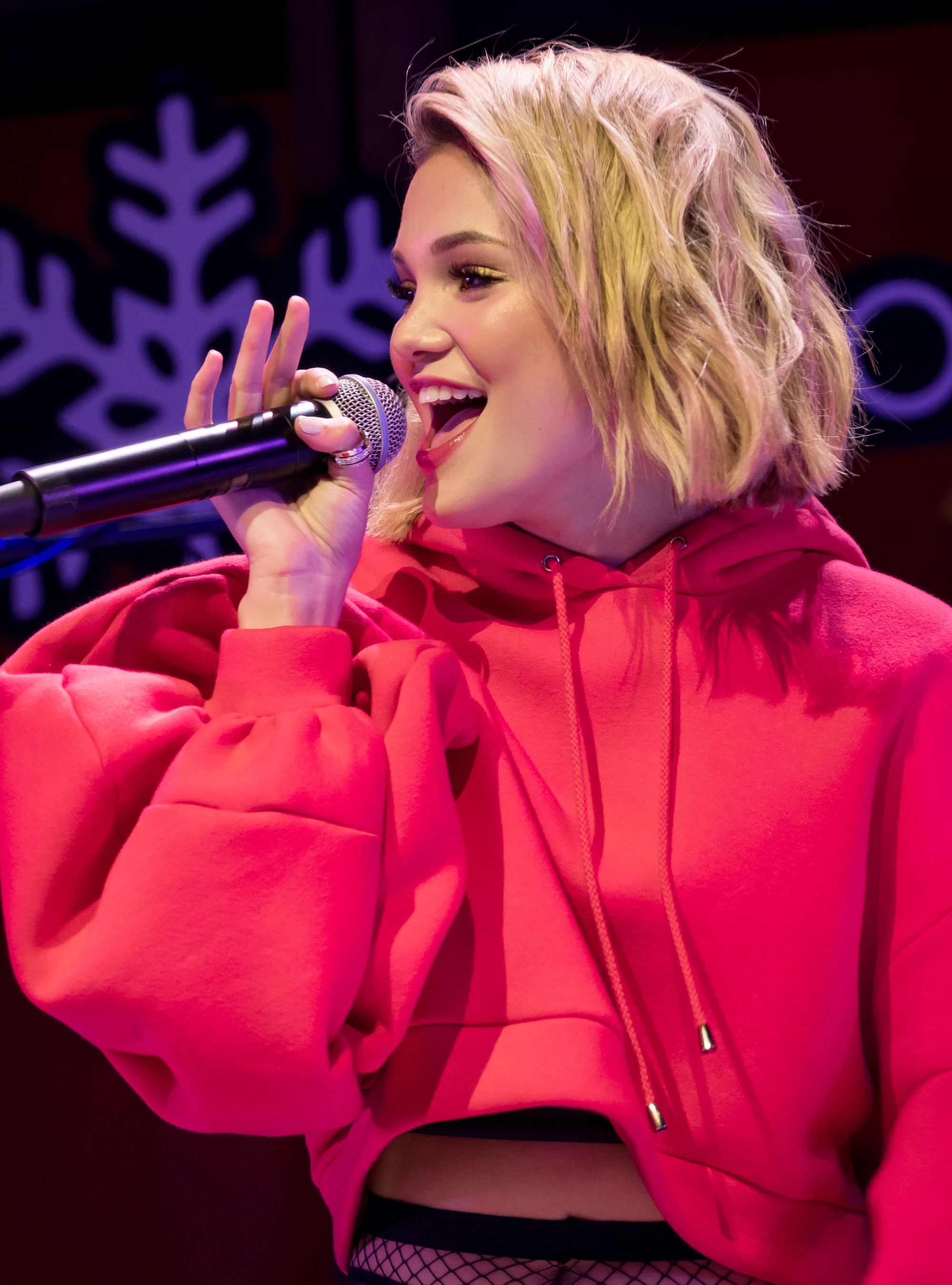
Holt se apresentando no Westfield Century City em dezembro de 2017

### Extended Plays
| Titulo                       | Detalhes                                                                                            | Picos    |
| Titulo                       | Detalhes                                                                                            | US Heat. |
| ---------------------------- | --------------------------------------------------------------------------------------------------- | -------- |
| Olivia                       | - Lançado: 15 de julho de 2016 - Gravadora: Hollywood - Formatos: CD, download digital, streaming   | 19       |
| In My Feelings               | - Lançado: 11 de junho de 2021 - Gravadora: UMG Recordings - Formatos: download digital, streaming  |          |
| Dance Like No One's Watching | - Lançado: 19 de julho de 2021 - Gravadora: UMG Recordings - Formatos: download digital, streaming  |          |
| Remix Like You Mean It       | - Lançado: 3 de setmbro de 2021 - Gravadora: UMG Recordings - Formatos: download digital, streaming |          |

### Singles
| Ano                                                                    | Titulo                            | Pico de posições | Pico de posições | Pico de posições | Pico de posições | Pico de posições | Pico de posições | Álbum                        |
| Ano                                                                    | Titulo                            | US Dance         | BEL (FL) Tip     | DEN              | ITA              | NLD              | SWE              | Álbum                        |
| ---------------------------------------------------------------------- | --------------------------------- | ---------------- | ---------------- | ---------------- | ---------------- | ---------------- | ---------------- | ---------------------------- |
| 2016                                                                   | "Phoenix"                         | —                | —                | —                | —                | —                | —                | Olivia                       |
| 2016                                                                   | "History"                         | —                | 21               | —                | 78               | 96               | 32               | Olivia                       |
| 2017                                                                   | "Party On a Weekday" (com Mybadd) | —                | —                | 39               | —                | —                | —                | singles sem álbum            |
| 2017                                                                   | "Paradise" (com Brandon Beal)     | —                | —                | —                | —                | —                | —                | singles sem álbum            |
| 2017                                                                   | "Generous"                        | 1                | —                | —                | —                | —                | —                | Dance Like No One's Watching |
| 2018                                                                   | "16 Steps" (com Martin Jensen)    | —                | —                | —                | —                | —                | —                | singles sem álbum            |
| 2019                                                                   | "Distance" (com Nicky Romero)     | —                | —                | —                | —                | —                | —                | singles sem álbum            |
| 2019                                                                   | "Bad Girlfriend"                  | —                | —                | —                | —                | —                | —                | In My Feelings               |
| 2020                                                                   | "Love U Again" (com R3hab)        | 40               | —                | —                | —                | —                | —                | In My Feelings               |
| 2020                                                                   | "Talk Me Out Of It"               | —                | —                | —                | —                | —                | —                | singles sem álbum            |
| 2021                                                                   | "Do You Miss Me"                  | —                | —                | —                | —                | —                | —                | In My Feelings               |
| 2021                                                                   | "Love On You."                    | —                | —                | —                | —                | —                | —                | In My Feelings               |
| 2021                                                                   | "Next"                            | —                | —                | —                | —                | —                | —                | Dance Like No One's Watching |
| "—" denota uma gravação que não entrou nas paradas ou não foi lançada. |                                   |                  |                  |                  |                  |                  |                  |                              |

### Como artista convidada
| Canção                                                     | Ano  | Álbum           |
| ---------------------------------------------------------- | ---- | --------------- |
| "Sad Song (RJ Remix)" (We the Kings featuring Olivia Holt) | 2017 | Único sem álbum |
| "Wrong Move" (R3hab e THRDL!FE featuring Olivia Holt)      | 2018 | The Wave        |
| "Speaker" (Banx & Ranx featuring Olivia Holt & ZieZie)     | 2019 | Único sem álbum |

### Singles promocionais
| Ano  | Titulo                                          | Posições do gráfico de pico | Álbum                        |
| Ano  | Titulo                                          | US Dance                    | Álbum                        |
| ---- | ----------------------------------------------- | --------------------------- | ---------------------------- |
| 2014 | "Carry On"                                      | 1                           | Single promocional sem álbum |
| 2014 | "Time of Our Lives                              | 6                           | Disney Channel Play It Loud  |
| 2017 | "Christmas (Baby Please Come Home)"             | —                           | A Hollywood Christmas        |
| 2018 | "You've Got a Friend in Me" (com Jordan Fisher) | —                           | Single promocional sem álbum |
| 2021 | "Today"                                         | —                           | In My Feelings               |

### Outras músicas nas paradas
| Ano  | Titulo                             | Posições do gráfico de pico | Álbum                             |
| Ano  | Titulo                             | US Dance                    | Álbum                             |
| ---- | ---------------------------------- | --------------------------- | --------------------------------- |
| 2012 | "Winter Wonderland"                | 6                           | Disney Channel Holiday Playlist   |
| 2012 | "Fearless"                         | 2                           | Make Your Mark: Ultimate Playlist |
| 2012 | "Nothing's Gonna Stop Me Now"      | 6                           | Make Your Mark: Ultimate Playlist |
| 2012 | "Had Me @ Hello"                   | 1                           | Make Your Mark: Ultimate Playlist |
| 2013 | "These Boots Are Made for Walkin'" | 6                           | Shake It Up: I <3 Dance           |

### Outras aparições
| Ano  | Titulo           | Álbum              |
| ---- | ---------------- | ------------------ |
| 2013 | "Snowflakes"     | Holidays Unwrapped |
| 2018 | "Come Sail Away" | Cloak & Dagger     |

### Vídeos de música
| Ano  | Titulo                            | Notas                                    | Ref.   |
| ---- | --------------------------------- | ---------------------------------------- | ------ |
| 2014 | "Carry On"                        |                                          |        |
| 2014 | "Do You Want to Build a Snowman?" | Entre Disney Channel Circle of Stars     |        |
| 2016 | "Phoenix"                         |                                          |        |
| 2016 | "History"                         |                                          | [ 69 ] |
| 2017 | "Paradise"                        | com Brandon Beal                         |        |
| 2017 | "Generous"                        |                                          |        |
| 2018 | "Wrong Move"                      | R3hab com THRDL!FE featuring Olivia Holt |        |
| 2018 | "16 Steps"                        | com Martin Jensen                        |        |
| 2018 | "16 Steps (Remix)"                | com Martin Jensen and Yxng Bane          |        |
| 2019 | "Distance"                        | com Nicky Romero                         |        |
| 2019 | "Bad Girlfriend"                  |                                          |        |
| 2020 | "Love U Again"                    | com R3hab                                |        |
| 2021 | "Do You Miss Me"                  |                                          |        |
| 2021 | "Next"                            |                                          |        |

## Prêmios de indicações
| Ano  | Prêmio                                  | Categoria                                                  | Trabalho indicado | Resultado | Ref.   |
| ---- | --------------------------------------- | ---------------------------------------------------------- | ----------------- | --------- | ------ |
| 2013 | Radio Disney Music Awards               | Best Crush Song                                            | "Had Me @ Hello"  | Venceu    | [ 70 ] |
| 2013 | Shorty Awards                           | Best Actress                                               | Kickin' It        | Indicado  | [ 71 ] |
| 2018 | Teen Choice Awards                      | Choice Female Hottie                                       | Ela mesma         | Indicado  | [ 72 ] |
| 2018 | Teen Choice Awards                      | Choice Summer TV Star                                      | Cloak & Dagger    | Venceu    | [ 72 ] |
| 2019 | Teen Choice Awards                      | Choice Sci-Fi/Fantasy TV Actress                           | Cloak & Dagger    | Indicado  | [ 73 ] |
| 2021 | Hollywood Critics Association TV Awards | Best Actress in a Broadcast Network or Cable Series, Drama | Cruel Summer      | Indicado  | [ 74 ] |